# Чък Бърги
Чък Бърги (на английски: Chuck Burgi) е американски рок барабанист.

## Биография
Роден е на 15 август 1952 г. в град Монтклеър, щата Ню Джърси, САЩ. Брат е на американския киноартист Ричард Бърги.
Първата професионална група, в която свири Чък (от 1978 г.), е английската джаз рок група „Brand X“. След това свири с поп дуета „Hall & Oates“ и е барабанист в групата на поп певеца Майкъл Болтън. С групата „Мийт Лоуф“ („Meat Loaf“) записва албума „Bat out of Hell II: Back into Hell“ през 1993 г. Свирил е и с германската електронна рок група „Тенджърийн Дрийм“. С американската хевиметъл група „Blue Öyster Cult“ свири през (1991 – 1992), (1992 – 1995) и (1996 – 1997). Свирил е с мексиканската рок група „Fandango“. В продължение на 3 години и половина участва в мюзикъли на американския рок певец Били Джоуъл. Работил е заедно за записи и концерти с баскитариста Роджър Глоувър, рок певеца Джо Лин Търнър, испанските поп певци Хулио Иглесиас и Енрике Иглесиас, и канадския рок китарист Алдо Нова.
Но най-голяма популярност сред феновете на рок музиката му донасят годините с английската хардрок група „Рейнбоу“. Чък свири с „Рейнбоу“ в последната година на нейния първи период (1983 – 1984). Записва с тях албума „Bent Out of Shape“ и три видеоалбума, първият от които е „Japan Tour“ на последния концерт на групата в Токио, Япония през 1984 г. На този концерт свири впечатляващо на инструментала „Difficult to Cure“. Веднага след този инструментал изпълнява седемминутно соло на барабани само с китариста на групата Ричи Блекмор. През 1985 г. е издаден видеоалбумът „The Final Cut“ с избрани клипове и концертни изпълнения на „Рейнбоу“. В този видеоалбум Чък Бърги участва в клиповете на четири песни. През октомври 1995 г. започва последното световно турне на „Рейнбоу“, включващо концерти в САЩ, Япония и Европа. За това турне титулярният барабанист Джон О'Райли счупва ребро и е заместен от Чък Бърги. От това турне през октомври 1995 г. е записан видеоалбум от концерта в Дюселдорф, Германия.
Чък Бърги е сред малцината известни рок барабанисти, който е свирил с доста и различни в стилово отношение групи и соло певци. С лекота се справя с различни жанрове на рок музиката. Той е десничар и притежава специфична висока техника при съчетаването на фигури между алт барабаните и чинелите. Свири винаги на комплект с два големи барабана на краката (с два педала, кардан). Предпочитаната марка барабани, на която свири, е „Пърл“ („Pearl“).

## Участия в записи на други албуми
- „Just Desert“ (1981), албум на Дейвид Бендет
- „In for the Count“ (1982), албум на група „Баланс“
- „Zeno“ (1986), албум на швейцарския рок певец Zeno
- „Cult Classic“ (1994), албум на „Блу Йойстер Кълт“
- „Heaven Forbid“ (1998), албум на „Блу Йойстер Кълт“
- „Bad Channels“ (2001), албум на „Блу Йойстер Кълт“
- „Voices (Bonus Tracks)“ (2004), албум на „Хол & Оутс“